# Lovitura de stat din Iugoslavia (1941)
Lovitura de stat a avut loc la 27 martie 1941 în Belgrad, Regatul Iugoslaviei. Lovitura a fost organizată și orchestrată de un grup de ofițeri sârbi naționaliști de orientare pro-occidentală din cadrul Forțelor Aeriene Iugoslave care era condus de Generalul Forțelor Aeriene Dušan Simović, acesta fiind implicat în mai multe comploturi de lovituri de stat din 1938. Pentru a pune în practică acest lucru, Generalul de Brigadă al Aviației Militare Borivoje Mirković, Maiorul Živan Knežević din cadrul Gărzilor Roiale Iugoslave și fratele acestuia Radoje Knežević au avut roluri în conducerea loviturii de stat. În afară de Radoje Knežević, alți lideri civili aveau probabil cunoștință de lovitura de stat înainte de a se produce și au sprijinit-o îndată ce s-a întâmplat, însă nu se numărau printre organizatori.
Partidul Comunist Iugoslav nu s-a implicat în lovitura de stat, cu toate că a avut un rol semnificativ asupra protestelor de stradă pe care a sprijinit-o după ce a avut loc. Lovitura de stat s-a realizat cu succes și i-a îndepărtat pe cei trei membrii ai regenței: Prințul Paul, Dr. Radenko Stanković și Dr. Ivo Perović, precum și a răsturnat guvernul premierului Dragiša Cvetković. Cu două zile înainte de producerea loviturii, guvernul Cvetković a semnat Protocolul de la Viena de Aderare a Iugoslaviei la Pactul Tripartit (Puterile Axei). Lovitura de stat a fost planificată de câteva luni, dar semnarea Pactului Tripartit i-a stimulat pe organizatori să o desfășoare, fiind ajutați de organizația britanică Special Operations Executive.
Conspiratorii militari l-au adus la putere pe Regele Petru al II-lea Karađorđević care avea 17 ani, pe care l-au declarat a fi major pentru asumarea tronului, și s-a format un guvern de unitate națională avându-l pe Simović Prim-Ministru și pe Vladko Maček și Slobodan Jovanović vice-premieri. În urma loviturii de stat Puterile Axei conduse de germani au invadat Iugoslavia.